# Bell Challenge 2013
Il Bell Challenge 2013 è stato un torneo di tennis giocato sul cemento indoor. È stata la 21ª edizione del Bell Challenge, che fa parte della categoria International nell'ambito del WTA Tour 2013. Si è giocato al PEPS sport complex di Québec City in Canada, dal 7 settembre al 15 settembre 2013.

## Partecipanti

### Teste di serie
| Nazionalità   | Giocatrice            | Ranking* | Teste di serie |
| ------------- | --------------------- | -------- | -------------- |
| Belgio        | Kirsten Flipkens      | 14       | 1              |
| Francia       | Kristina Mladenovic   | 29       | 2              |
| Rep. Ceca     | Lucie Šafářová        | 41       | 3              |
| Stati Uniti   | Bethanie Mattek-Sands | 53       | 4              |
| Canada        | Eugenie Bouchard      | 59       | 5              |
| Nuova Zelanda | Marina Eraković       | 68       | 6              |
| Stati Uniti   | Lauren Davis          | 70       | 7              |
| Francia       | Caroline Garcia       | 75       | 8              |

* Le teste di serie sono basate sul ranking al 26 agosto 2013

### Altre partecipanti
Le seguenti giocatrici hanno ricevuto una wild card per il tabellone principale:
- Stéphanie Dubois
- Lucie Šafářová
- Aleksandra Wozniak

Le seguenti giocatrici sono passate dalle qualificazioni:

- Julie Coin
- Sesil Karatančeva
- Melanie Oudin
- Amra Sadiković

## Campionesse

### Singolare
Lucie Šafářová ha sconfitto in finale  Marina Eraković per 6-4, 6-3.
- È il quinto titolo in carriera per la Šafářová, il primo del 2013.

### Doppio
Alla Kudrjavceva /  Anastasija Rodionova hanno sconfitto in finale  Andrea Hlaváčková /  Lucie Hradecká per 6-4, 6-3.